# Kolomenszkoje
Kolomenszkoje 400 ha-os építészettörténeti múzeum és nemzeti park Moszkva egyik déli kerületében. Korábban önálló település volt, határában állt az orosz cárok egykori nyári rezidenciája. A mai múzeum műemlékeinek legkorábbi épülete a Feltámadás-templom (vagy Mennybemenetel-templom), az oroszországi egyházi építészet kiemelkedő alkotása, melyet 1994-ben felvettek az UNESCO világörökség listájára.

## Történeti áttekintés

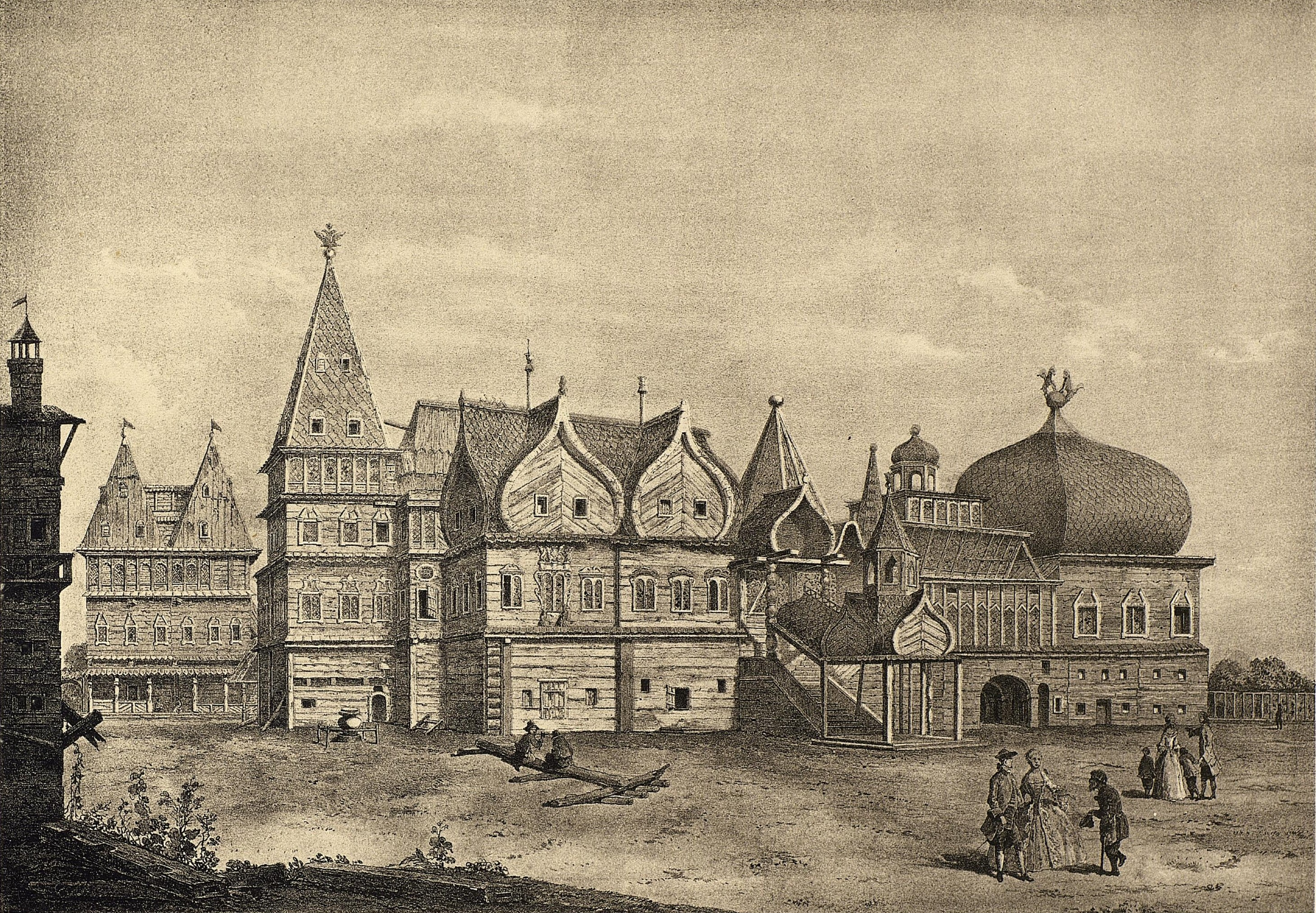
A fából épült palota Kolomenszkojéban. 18. századi metszet

Kolomenszkoje falut valószínűleg a 13. században, a mongolok támadásai elől Kolomna városából elmenekült lakók alapították, innen származhat neve is. A falu és környéke a 14. századtól a moszkvai nagyfejedelem, majd a cári család birtoka volt, első írásos említése 1339-ből (újabb adat szerint 1336-ból) való. A birtokon III. Vaszilij nagyfejedelem építtette fia, a későbbi IV. Iván cár születésének emlékére az 1532-ben felszentelt Feltámadás-templomot. Kolomenszkoje számos történelmi esemény tanúja volt. IV. (Rettegett) Iván itt ünnepelte meg Asztrahany bevételét, 1662-ben itt számoltak le a moszkvai ún. "rézlázadás" résztvevőivel, később I. Péter cár ünnepelte itt Azov bevételét (1696), majd a svédek feletti poltavai győzelmét.
A korábbi épületek helyén Alekszej Mihaljovics cár új, fából készült palotát építtetett (1667-1671), melynek csodájára jártak, állítólag 250 helyisége volt. A cári udvar Szentpétervárra költözése után a palota romlani kezdett, 1768-ban le is bontották. Helyén később újabb kastély épült, de ez sem maradt fenn.
A szovjet időszakban Kolomenszkoje a Állami Történeti Múzeum része lett, később az  orosz faépítészet néhány értékes, az  ország különböző vidékeiről származó emlékét is itt állították fel és a múzeumot önállósították. A területet az 1960-as években a terjeszkedő fővároshoz csatolták, három falvát – köztük Kolomenszkojét – az 1980-as években lebontották, közben a műemlék épületeket restaurálták.
2006-ban nagyszabású ünnepségsorozaton emlékeztek meg Kolomenszkoje első írásos említésének 670-ik évfordulójáról.

## A műemlékegyüttes
- Feltámadás-templom, (1530-1532). A legkorábbi fennmaradt oroszországi sátortetős kőtemplom.
- Szent György-harangtorony, (16. század). Kétszintes, kör alakú torony.
- Víztorony, (17. század). A nyári palota számára szolgáltatott vizet, a palota falán kívül épült.
- Kazanyi Istenanya-templom, (17. század közepe). Hagyományos stílusú, ötkupolás épület, hozzáépített sátortetős harangtoronnyal.
- Két, kőből épített kapu, 1672-1673, a 17. századi nyári palota kapui; a főkapu ("Vörös kapu") tetején kápolna, két oldalán egy-egy szárnyépület.
- Keresztelő Szent János-templom, (16. század közepe). A központi nyolcszögű, épülettestet négy, szintén nyolcszögű, torony formájú templomépület veszi körül. Valószínűleg Posztnyik Jakovlev alkotása. Az ötkupolás épület építészeti megoldása a Vörös téren álló Vaszilij Blazsennij-székesegyházéhoz hasonlít.

Az ország távoli vidékeiről idetelepített faépületek közül néhány:
- Kaputorony, Orosz Észak, Nyikolo-Karéliai kolostor, (17. század vége).
- Erődtorony, Szibéria, Bratszk, (17. század).
- I. Péter cár faháza (1702), Arhangelszk melletti kis szigetről, a cár csak két és fél hónapig lakott benne.

A múzeum anyagában megtalálhatók többek között a környéken kiásott őskori, földsánccal körbevett település maradványai (Gyjakovoi gorodiscse, a Kr. e. 1. évezred végétől a 6-7. századig); a könyvritkaságok között például az első orosz nyomtatott könyv (1564); megsemmisült moszkvai templomok, paloták faragott épületdíszítései, gazdag kerámiagyűjtemény és a Kolomenszkoje történetét bemutató kiállítás.